# Sitio de Bujará
El sitio de Bujará fue un enfrentamiento militar librado en el contexto de la invasión mongola de Corasmia, en febrero de 1220, cuando las fuerzas del jagán mongol Gengis Jan habían invadido el Imperio jorezmita con múltiples fuerzas atacando a la vez. Mientras el sah Mohamed II de Jorasmia planeaba dejar a cada una de sus ciudades defenderse por su cuenta, los mongoles asediaron Otrar y entraron profundamente en Jorasmia. 
La ciudad de Bujará era un importante centro comercial y cultural del Imperio jorezmita, pero al estar ubicado lejos de la frontera con los mongoles, el sah le había asignado una relativamente pequeña guarnición. Un gran ejército mongol, comandado por Gengis Jan en persona, atravesó el desierto de Kyzyl Kum, hasta entonces considerado intransitable para grandes ejércitos. Los defensores de Bujará fueron tomados por sorpresa y después de una salida fallida, la ciudad exterior se rindió tres días después, el 10 de febrero. Los leales al sah siguieron defendiendo la ciudadela por menos de dos semanas hasta que fue tomada al asalto.
El ejército mongol mató a todos los defensores de la ciudadela y esclavizó a la mayoría de los habitantes de la ciudad. Los artesanos más hábiles fueron perdonados y se reclutaron a hombres para auxiliar al ejército. Aunque Bujará fue quemada, la destrucción fue relativamente leve en comparación a otros lugares, por lo que en poco tiempo volvió a ser un centro comercial y cultural, beneficiándose de la Pax Mongolica.

## Antecedentes

### Bujará
En vísperas de la invasión mongola, el geógrafo Abu Abdallah Yaqut ibn-Abdallah al-Rumi al-Hamawi describió a Bujará como una de las ciudades más grandes de Asia Central, aunque cita poemas sobre que su centro densamente poblado tenía sus calles muy sucias. La mezquita de Po-i-Kalyan, construida entre 1121 y 1127, era una de las más grandes del mundo y contenía el minarete Kalyán. Las tierras de cultivo eran extensamente irrigadas con aguas del Zarafshán. El Arq (Ark o Arg) era una enorme fortaleza que custodiaba la ciudad, servía como ciudadela desde su construcción en el siglo V, estaba sobre una plataforma de 15 a 18 metros y ocupaba 3 hectáreas.
Como toda ciudad de Asia Central en su época, tenía una ciudadela (kuhandiz), una ciudad intramuros (sharistán) y unos suburbios extramuros (rabad).

### Casus belli

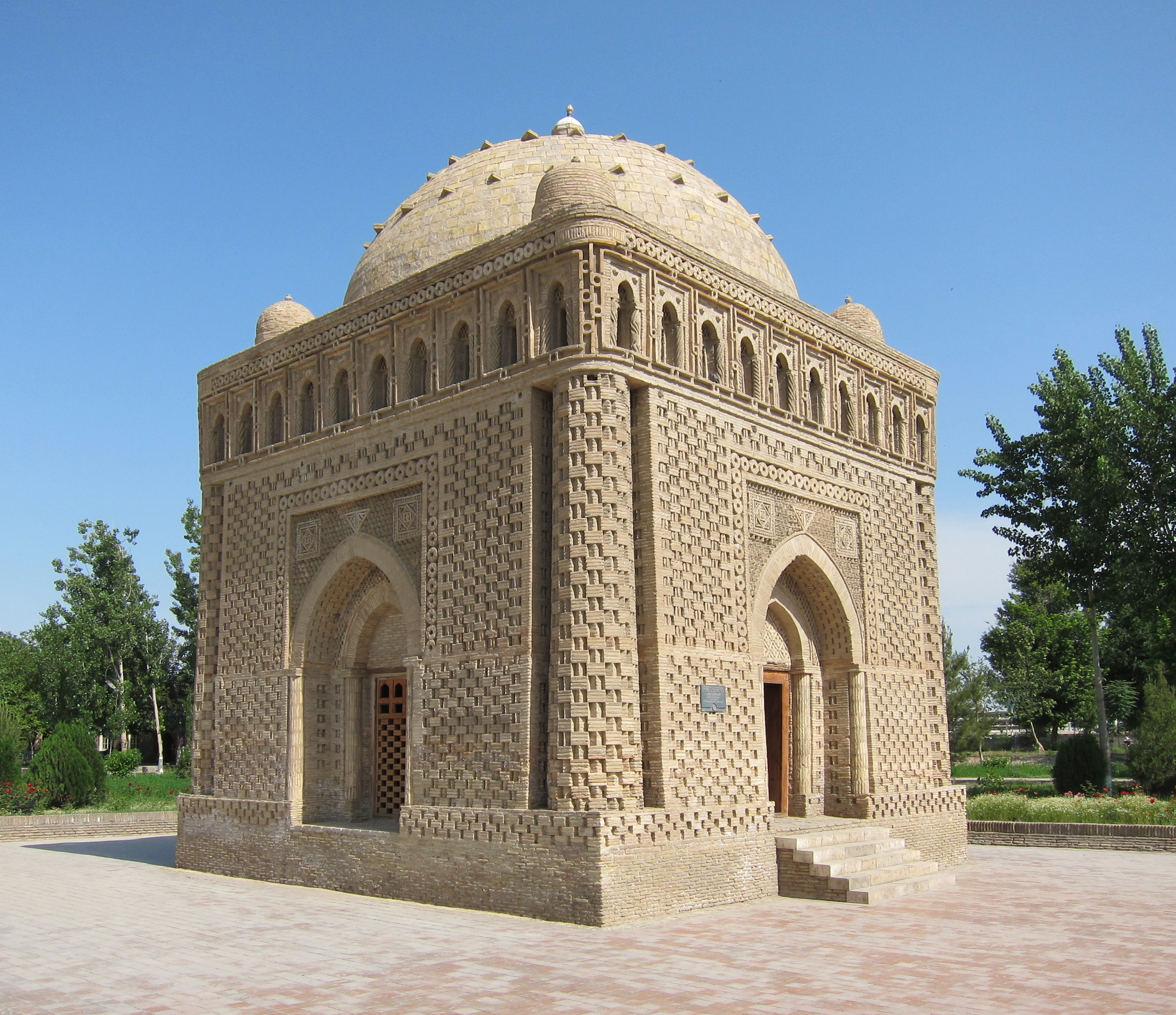
Mausuleo samánida, edificio sobreviviente al asedio y el saqueo.

Durante el siglo XII, la urbe estuvo bajo el gobierno de los karajánidas, quienes históricamente habían gobernado las ciudades más ricas de la región, como Samarcanda, Taskent y Ferganá. Nominalmente vasallos del Janato de Kara-Jitai, los karajánidas se les permitía operar autónomamente por la gran población y territorio que controlaban. En 1215, habían sido subyugados por los jorezmitas, también antiguos vasallos de los Kara-Jitai, que se habían extendido desde Gurganj aprovechando el vacío de poder dejado por el colapso de los selyúcidas. En 1218, el sah Mohamed II de Jorasmia controlaba el Gran Irán, el Gran Jorasán y Hamadán, derrotando a los gúridas y ildegízidas. Su dinastía había usurpado a los Kara-Jitai, ya desestabilizados por los refugiados que huían de las conquistas de Gengis Jan, quien había unificado las tribus de la meseta de Mongolia.
Tras la derrota de su enemigo común, el príncipe Kuchlug de los naimanos, las relaciones entre mongoles y jorezmitas fueron buenas en un inicio, pero el sah pronto se volvió aprensivo hacia los mongoles. El cronista persa, Shihab al-Din Muhammad al-Nasawi, atribuye el hecho al inesperado combate que libró con los mongoles, quienes lo impresionaron con su velocidad y ferocidad. En 1218, permitió a Inalchuq, gobernador de Otrar, arrestar a una caravana comercial mongola y confiscar sus bienes. Buscando una solución diplomática, Gengis Jan envió a tres embajadores a Gurganj, pero Mohamed II los humilló públicamente y ejecutó a uno. Indignado, Gengis Jan abandonó su guerra en curso con las dinastía yurchen Jin y concentró la mayor parte de su ejército en el oeste, dejando sólo un pequeño destacamento a cargo de su noyan (general) Mujulai.

### Campaña

Mapa de la expansión del Imperio mongol durante el reinado de Gengis Jan, con el territorio original de su confederación tribal (rojo) y las conquistas realizadas en su vida (rosado).

Los mongoles invadieron el Imperio jorezmita en distintos grupos: el noyan Yebe y el hijo mayor del jagán, Jochi, lideraron la vanguardia, que cruzó por los pasos de Tian Shan y arrasaron las ciudades del este del valle de Ferganá; el segundo y el tercer hijo de Gengis Jan, Chagatai y Ogodei, pusieron a Otrar bajo asedio. Poco después, Gengis Jan y su hijo menor, Tolui, llegaron con más tropas a Otrar y desde ahí ordenó nuevas ofensivas: Chagatai y Ogodei se quedaron asediando Otrar, Jochi avanzó al noroeste, hacia Gurganj, un destacamento menor fue enviado a Juyand, y el jagán con Tolui tomaron la mitad del ejército y se dirigieron al oeste.
El imperio creado por el sah vasto y reciente, con una administración aún en desarrollo. Su madre, Terken Jatun, ejercía un poder sustancial. El historiador estadounidense Peter Benjamin Golden calificó la relación entre Mohamed II y su madre como «una diarquía incómoda» que a menudo actuaba en desventaja para el sah. Mohamed II desconfiaba de la mayoría de sus comandantes, excepto su hijo mayor y heredero, Jalal ad-Din Mingburnu, que había demostrado su habilidad militar en el primer encuentro con los mongoles. Muchos de sus lugartenientes deseaban que buscara una batalla campal, pero se vería superado por los mongoles en número y habilidad. Así, el sah decidió distribuir sus fuerzas en guarniciones para cada ciudad importante. Deduciendo la estrategia de su oponente, el jagán cruzó el desierto de Kyzyl Kum, más de 400 km, para llegar a Bujará el 7 de febrero. Historiadores modernos H. Desmond Martin y Timothy May han clasificado esta maniobra como una obra maestra operativa.

## Fuerzas enfrentadas
Hay informes contradictorios sobre el tamaño de la fuerza invasora mongola total. El académico estadounidense John Masson Smith afirma que eran unos 130 000 hombres. El erudito egipcio Morris Rossabi cree que eran 200 000. El número más bajo lo dio el sueco Carl Fredrick Sverdrup, 75 000 guerreros, basado en la teoría que los tumenes, el tipo de unidad militar mongol más grande, suelen ser sobreestimados en sus números. De estos, el jagán habría tomado más de la mitad en su cruce del Kyzyl Kum. Se suele estimar la fuerza asediante en cuatro a cinco tumenes, incluyendo uno formado por sus guardias imperiales (kishik o kishig), una fuerza de élite que solía estar en reserva y servir bajo el mando personal de Gengis Jan.
Al igual que con el ejército mongol, también existe un debate sobre el tamaño y la composición de las fuerzas del sah. Dado que estaba lejos del presunto teatro de guerra, a Bujará se le asignaron relativamente pocas tropas. Ata-Malik Juvayni, historiador persa de finales del siglo XIII, afirma que 20 000 auxiliares, biruni, hicieron una salida de la ciudad; también menciona que los habitantes de la ciudad ayudaron en la defensa. Ali ibn al-Athir, otro cronista, afirmaba que el sah había ubicado en la ciudad 20 000 jinetes.  Basado en las crónicas del ya mencionado Nasawi y de Rashid-al-Din Hamadani sobre el número de defensores caídos, Mominov estimó que la guarnición contaba con 30 000 soldados de a pie y a caballo; el orientalista Aleksandr Yakubovsky aceptó esta última cifra, aunque también menciona que otras fuentes la reducen a 12 000, como Minhaj-i Siraj Juzjani, aunque este último afirma que se refiere sólo a la caballería jorazmia. El historiador sueco Carl Fredrik Sverdrup rebaja el número a 2000. La mayoría de la guarnición eran mercenarios turcos.

## Asedio

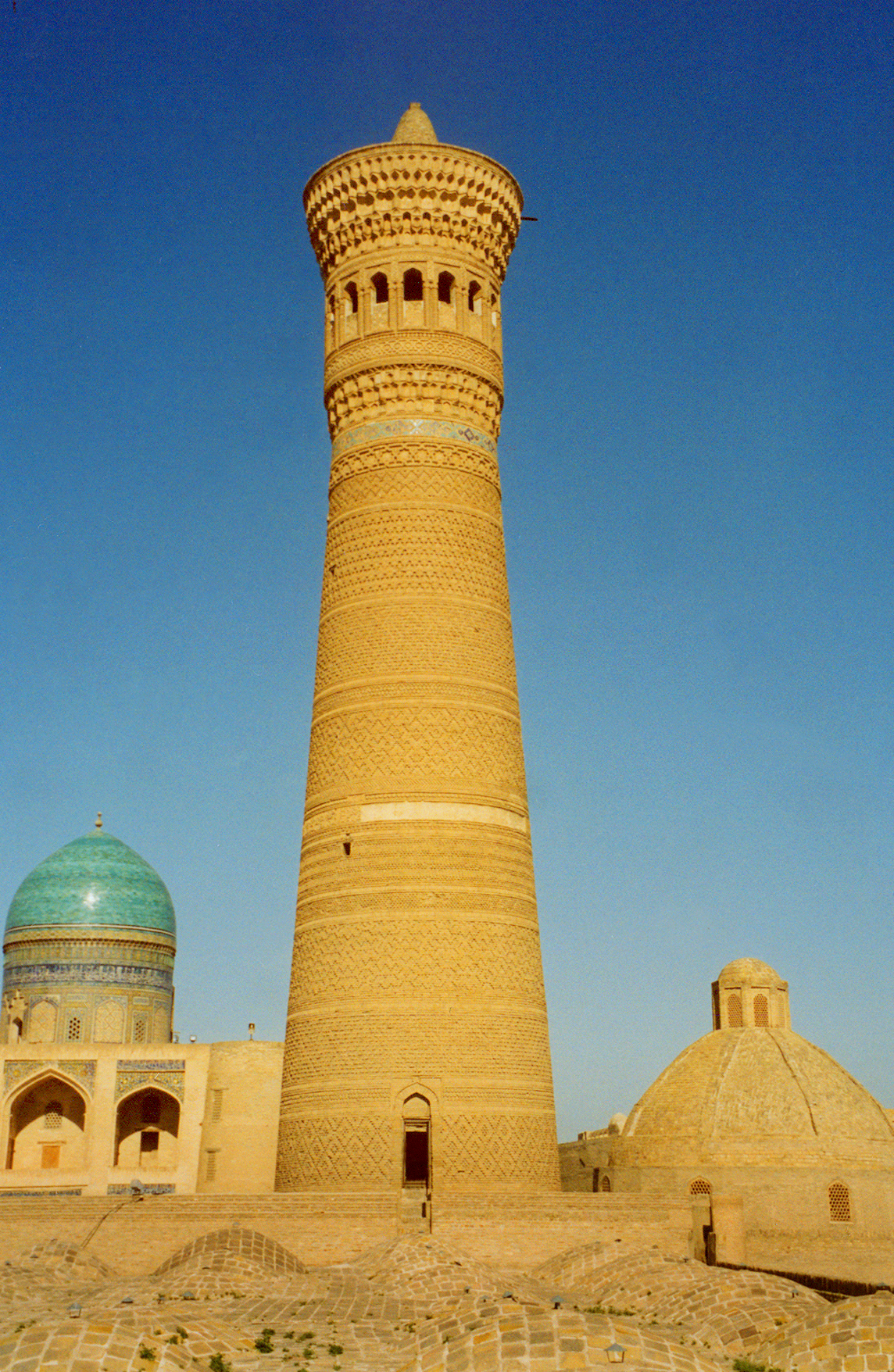
Minarete Po-i-Kalyan en Bujará, sobrevivió al asedio y el saqueo.

El sah fue tomado completamente por sorpresa. Había previsto que Gengis Jan atacaría primero Samarcanda, cuya guarnición podría ser auxiliada por su ejército de campaña como por la guarnición de Bujará. La marcha sorpresiva a través del desierto había dejado impotente al ejército de campaña jorezmita, incapacitado de enfrentarse al enemigo o ayudar a su gente. El sah había intentado establecer una línea defensiva al sur del río Sir Daria (Yaxartes), pero con este movimiento los mongoles se acercaron a donde estaba su ejército de campaña y le impidieron reforzar fuertes y ciudades. Juvayni registra que la guarnición en Bujará estaba comandada por un hombre llamado Gür Jan; el historiador de principios del siglo XX, Vasili Bartold, sugirió que podría haber sido Yamuja, un viejo amigo convertido en enemigo de Gengis Jan. Historiadores más recientes lo consideran poco probable, pues se asume generalmente que Yamuja fue ejecutado en 1206.
Los mongoles establecieron su principal campamento en Gülabad. La principal acción militar del asedio sucedió el segundo o tercer día, cuando las tropas del sah hicieron una salida. Juvayni registra que fueron aniquilados cuando llegaron a las orillas del río Amu Daria (Oxus) por las avanzadas mongolas, dejando una planicie llena de sangre. El Yuanshi también menciona que 20 000 defensores hicieron esa fallida salida. Unos pocos cientos lograron llegar a posiciones seguras a lo largo del río, quedaron en la ciudadela sólo 400 leales.
El historiador Paul Buell señala que la salida, realizada únicamente por las tropas auxiliares del sah y no por la guarnición de la ciudad, pudo haber sido simplemente un intento de huir; atribuye su voluntad de marcharse al hecho de que Bujará fue una conquista muy reciente de los jorezmitas, ya que había sido arrebatada a los karajánidas menos de una década antes. El 10 de febrero, la urbe se rindió. La resistencia quedó reducida a un pequeño grupo de fieles en la ciudadela, que estaba construida con las mejores especificaciones, pero el jagán había traído chinos expertos en la guerra de asedios. En diez días se abrió una brecha con armas incendiarias y de pólvora, y la fortaleza cayó al undécimo día.

## Consecuencias

### Destrucción
Sverdrup estima que el 28 de febrero la ciudadela cayó y sus 400 defensores fueron pasados a cuchillo. Según crónicas de la época, 30 000 defensores habían sido asesinados en el asedio de la ciudadela. Una estimación moderna calcula que la mitad de la población pudo ser asesinada. Después de entrar en la ciudad, Gengis Jan pronunció un discurso en la mezquita aljama.
El kagán hizo confeccionar una lista de 270 hombres ricos, 190 de ellos vecinos de Bujará y el resto de otras ciudades, y los hizo reunir para luego exigirles dinero para salvar sus vidas; después que pagaron no hubo más extorsiones.
La pequeña resistencia en la ciudadela fue perjudicial para el resto de la urbe. Los mongoles prendieron fuego a la ciudad en un intento de expulsar a quienes resistían, y como la mayoría de las estructuras eran de madera, el incendio pronto de descontroló y la mayoría de la ciudad quedó reducida a cenizas, incluida su famosa biblioteca. Al parecer, usaron proyectiles con nafta para tal propósito. La mayoría de las estructuras de piedra que resistieron el incendio luego fueron arrasadas por los mongoles, como la mezquita Po-i-Kalyan; el minarete de Kalyan quedó en pie.
Aunque todos los que estaban en la ciudadela fueron masacrados, la población no fue completamente exterminada, a diferencia de Merv o Gurganj. En cambio, fue evacuada y dividida. La mayoría de las mujeres fueron violadas y tomadas como concubinas, los artesanos fueron enviados a fábricas e instruidos para producir armamento para sus captores, y el resto de los hombres reclutados como auxiliares de las tropas mongolas. Estos conscriptos fueron usados como escudos humanos en los asedios de Samarcanda y Gurganj. Los mongoles sortearon entre los turcos qangli para determinar a cuáles perdonarles la vida.
El sah Mohamed II huyó hasta morir en una isla del mar Caspio, mientras los mongoles asediaron y tomaron una por una todas las ciudades de su imperio. Su hijo mayor logró liderar una breve resistencia hasta ser vencido.

### Legado
Aunque devastador a corto plazo, el asedio no supuso el fin de la ciudad. De hecho, dos décadas después Bujará era un centro del comercio asiático. Rápidamente se establecieron elementos protoburocráticos bajos los auspicios del daruyachi Yelü Ahai. Muchas de las instituciones que se implementaron más tarde se inspiraron en los Kara-Jitai, que Buell denominó «un prototipo de Imperio mongol». Los registros de una delegación taoísta en la zona en 1221 revelan que Samarcanda y Bujará empezaron a ser repobladas con colonos de artesanos chinos, kitanos y tangut. Sin embargo, el área siguió siendo inestable. Un jefe de bandidos jorezmita logró asesinar a un daruyachi mongol de Bujará en esa época. Las ciudades del fenecido Imperio jorezmita se convirtieron en las principales fuentes de ingresos de Ogodai y más tarde en parte clave del Janato de Chagatai; Bujará y Samarcanda serían también las ciudades de origen de Tamerlán. Bujará recuperó su importancia religiosa, convirtiéndose en el centro más importante del sufismo en Asia Central y el santuario alrededor de Sayf al-Din al-Bajarzi fue una de las propiedades más ricamente dotadas de la región.

### Primaria
Los libros son citados en números romanos y capítulos y párrafos en números arábigos. Entre paréntesis se usaron los apellidos de los editores o traductores de las ediciones usadas para indicar las páginas. 
- Abu Abdallah Yaqut ibn-Abdallah al-Rumi al-Hamawi. Libro de los Países. Véase en Wustenfeld, Ferdinand (1866). Geographisches Wörterbuch (en árabe y alemán) I. Leipzig: F. A. Brockhaus. Las páginas están citadas según la numeración que les da el PDF.
- Ali ibn al-Athir. La historia completa. En Richards, D. S. (2016). The Chronicle of Ibn al-Athir for the Crusading Period from al-Kamil fi'I-Ta'rikh. The Years 589-629/1193-1231: The Ayyubids after Saladin and the Mongol Menace (en inglés) III. Londres: Routledge.
- Ata-Malik Juvayni. Historia del conquistador del mundo. En Boyle, John Andrew (1958). The History of the World-Conqueror (en inglés) I. Cambridge: Harvard University Press.
- Minhaj-i Siraj Juzjani. Una historia general de las dinastías mahometanas de Asia. En Raverty, H. G. (1970). Tabakat-I-Nasiri (en inglés) II. Nueva Delhi: Oriental Books Reprint Corporation.
- Qiu Chuji. Los viajes de un alquimista: el viaje del taoísta Ch'ang-Ch'un de China al Hindukush ante el llamamiento de Gengis Kan. Véase en Bretschneider, Emil (1888). «The Travels of Ch'ang Ch'un to the West, 1220-1223, recorded by his disciple Li Chi Ch'ang». Mediæval Researches from Eastern Asiatic Sources (en inglés) (Nueva York: Barnes & Noble) I: 35-108. Véase también en Google Books.
- Rashid-al-Din Hamadani. Compendium de Crónicas. En Arends, Alfred Kárlovich (1946). Сборник летописей (Книга 2) I. Moscú: Institut vostokovedenii︠a︡ (Akademii︠a︡ nauk SSSR).
- Shihab al-Din Muhammad al-Nasawi. Biografía de Jalal ad-Din Mingburnu. En Bunyatov, Ziya Musáyevich (1996). Сират ас-султан Джалал ад-Дин Манкбурны (en ruso). Moscú: Восточная литература.

### Moderna
- Abazov, Rafis (2008). Palgrave Concise Historical Atlas of Central Asia (en inglés). Nueva York: Palgrave Macmillan. ISBN 978-1-4039-7542-3.
- Atwood, Christopher (2004). Encyclopedia of Mongolia and the Mongol Empire (en inglés). Nueva York: Facts On File, Inc. ISBN 978-1-4381-2922-8.
- Barisitz, Stephan (2017). Central Asia and the Silk Road: Economic Rise and Decline Over Several Millennia (en inlgés). Ginebra: Springer International Publishing. ISBN 9783319512136.
- Barthold, Vasily (1968). Turkestan Down to the Mongol Invasion (en inglés) (3ª edición). Londres: Gibb Memorial Trust.
- Barthold, W.; Frye, R. N. (2007). «Bukhara».  En Clifford Edmund Bosworth, ed. Historic Cities of the Islamic World (en inglés). Brill. pp. 58-62. ISBN 9789047423836.
- Bartlett, W. B. (2009). The Mongols: From Genghis Khan to Tamerlane (en inglés). Stroud: Amberley Publishing. ISBN 9781848680883.
- Biran, Michal (2009). «The Mongols in Central Asia from Chinggis Khan's invasion to the rise of Temür».  En Nicola Di Cosmo; Allen J. Frank; Peter B. Golden, ed. The Cambridge History of Inner Asia: the Chinggisid Age (en inglés). Cambridge: Cambridge University Press. pp. 46-66. ISBN 978-1-139-05604-5.
- Blair, Sheila (2000). «13: Language Situation and Scripts (Part Five: Arabic)».  En Bosworth, C.E.; Asimov, M.S., ed. History of Civilizations of Central Asia. The age of achievement: A.D. 750 to the end of the fifteenth century. Part Two: The achievements (en inglés) IV. París: Unesco. pp. 323-350. ISBN 9231034677.
- Buell, Paul D. (1979). «Sino-Khitan Administration in Mongol Bukhara». Journal of Asian History (en inglés) (2ª edición) (Leipzig: Harrassowitz Verlag) XIII (2): 121-151.
- Buniyatov, Z. M. (2015).  Shahin Mustafayev; Thomas Welsford, ed. A History of the Khorezmian State under the Anushteginids, 1097-1231 (en inglés). Samarcanda: IICAS. ISBN 5-8066-1005-5.
- Chalind, Gérard; Mangin-Woods, Michèle; Woods, David (2014). «Chapter 7: The Mongol Empire». A Global History of War: From Assyria to the Twenty-First Century (en inglés) (1ª edición). Oakland: University of California Press. pp. 141-150.
- Curtin, Jeremiah (2008). The Mongols: A History (en inglés). Nueva York: Cosimo. ISBN 9781605201368.
- De Hartog, Leo (2004). Genghis Khan. Conqueror of the World (en inglés). Londres: Tauris. ISBN 9781860649721.
- Emin, Leon (1984). Мусульмане в СССР (en ruso). Moscú: Novosti Press Agency Publishing House.
- Foltz, Richard (2019). A History of the Tajiks: The Iranians of the East (en inglés). Londres: I.B. Tauris. ISBN 978-1-78453-955-9.
- Frye, Richard Nelson (1997). Bukhara: The Medieval Achievement (en inglés) (2ª edición). Norman: University of Oklahoma Press. ISBN 1-56859-048-2.
- Golden, Peter B. (2009). «Inner Asia c.1200».  En Nicola Di Cosmo; Allen J. Frank; Peter B. Golden, ed. The Cambridge History of Inner Asia: the Chinggisid Age (en inglés). Cambridge: Cambridge University Press. pp. 9-25. ISBN 978-1-139-05604-5.
- Liddell Hart, Basil Henry (1984). Great captains unveiled (en inglés). Salem: Ayer. ISBN 0836906187.
- Howorth, Henry H. (1884). «Chinghiz Khan and his ancestors». Indian Antiquary (en inglés) (Bombay: Popular Prakashan) XIII: 196-208.
- Jackson, Peter (2009). «The Mongol Age in Eastern Inner Asia».  En Nicola Di Cosmo, ed. The Cambridge History of Inner Asia. The Chinggisid Age (en inglés). Cambridge: Cambridge University Press. pp. 26-45. ISBN 9781139056045.
- Jalali, Ali Ahmad (2021). Afghanistan: A Military History from the Ancient Empires to the Great Game (en inglés). Lawrence: University Press of Kansas. ISBN 9780700632633.
- Man, John (2005). Genghis Khan. Life, death and resurrection (en inglés). Londres: Random House. ISBN 9781409045441.
- Martin, H. Desmond (1943). «The Mongol Army». Journal of the Royal Asiatic Society (en inglés) (Cambridge: Cambridge University Press) LXXV (1-2): 46-85.
- May, Timothy Michael (2007). The Mongol Art of War: Chinggis Khan and the Mongol Military System (en inglés). Yardley: Westholme Publishing. ISBN 978-1-59416-046-2.
- May, Timothy Michael (2016). «The Mongols outside Mongolia».  En Michael Hope; Timothy May, ed. The Mongol Empire: A Historical Encyclopedia (en inglés) I. Edimburgo: Edinburgh University Press. pp. 44-75. ISBN 978-0-7486-4237-3.
- May, Timothy Michael (2019). The Mongols (en inglés). Amsterdam: Amsterdam University Press. ISBN 978-1-64189-095-3.
- Mominov, Ibrohim M. (1969). История Самарканда: С древнейших времен до Великой Октябрьской социалистической революции (en ruso). Taskent: Фан.
- Mote, Frederick (1999). «The Career of the Great Khan Chinggis». Imperial China 900-1800 (en inglés). Cambridge: Harvard University Press. pp. 403-424.
- Pittard, Dana J. H. (1994). Thirteenth Century Mongol Warfare: Classical Military Strategy of Operational Art? (en inglés). Fort Leavenworth: School of Advanced Military Studies.
- Rossabi, Morris (1994). «All the Khan's Horses». Natural History (en inglés) CIII (10): 48-58.
- Smith, John Masson (1975). «Mongol Manpower and Persian Population». Journal of the Economic and Social History of the Orient (en inglés) XVIII (3): 271-299.
- Starr, S. Frederick (2013). Lost Enlightenment: Central Asia's Golden Age from the Arab Conquest to Tamerlane (en inglés). Princenton: Princeton University Press. ISBN 9780691165851.
- Sverdrup, Carl F. (2010). «Numbers in Mongol Warfare».  En France, John; J. Rogers, Clifford; DeVries, Kelly, ed. Journal of Medieval Military History (en inglés) VIII. Martlesham: Boydell and Brewer. pp. 109-117. ISBN 9781843835967.
- Sverdrup, Carl F. (2013). «Sübe'etei Ba'atur, Anonymous Strategist». Journal of Asian History (en inglés) (Leipzig: Harrassowitz Verlag) XLVII (1): 33-49.
- Sverdrup, Carl F. (2017). The Mongol Conquests: The Military Campaigns of Genghis Khan and Sübe'etei (en inglés). Amherst: Helion & Company. ISBN 978-1913336059.
- Uhrig, Henry T. (1970). «An Early Thunderbolt». Quarterly Review of Military Literature (en inglés) L (8): 75-82.
- Yakubosky, Aleksandr Y. (1953). «Завоевание монгольским государством Средней Азии и вторжение татаро- монгольских захватчиков в Закавказье и Восточную Европу». Очерки истории СССР: Период феодализма IХ-ХV вв.: ч. 1. IX-XIII вв (en ruso) III (Parte 1). Moscú: Izd-vo Akademii nauk. pp. 802-813.
- Yuan, Hong (2022). From the Khitans to the Jurchens & Mongols: A History of Barbarians in Triangle Wars & Quartet Conflicts (en inglés). Bloomington: iUniverse. ISBN 9781663241191.

- Datos: Q110970851